# Bos gaurus
Il gaur o bovino delle giungle (Bos gaurus C. H. Smith, 1827) è un bovino selvatico diffuso in India, Indocina e Birmania, mentre è estinto in Tibet, nello Sri Lanka e nel sud della Cina. La forma domestica del gaur è detta gayal (Bos frontalis), rispetto alla controparte selvatica è di dimensioni leggermente minori.

## Descrizione
Il gaur è lungo 250-350 cm, è alto al garrese circa 170–220 cm, la coda è lunga 70–100 cm, il peso dell'animale varia dai 650 kg degli esemplari più piccoli, fino ai grossi maschi che in alcuni casi possono arrivare a pesare oltre una tonnellata (1600 kg) e compete col bisonte per il primato del più imponente bovino selvatico. Il suo pelo è di colore bruno scuro-nero, con lunghe gambe di color bianco nella metà inferiore. Le sue corna, che crescono in entrambi i sessi, sono lunghe sino ad 80 cm, di color giallo alla base via via sempre più nere all'estremità, crescendo tendono ad avvicinarsi l'una all'altra.
I gaur presentano dimorfismo sessuale: i maschi sono mediamente più grandi del 25% rispetto alle femmine; molto pronunciata nei maschi è anche la caratteristica cresta muscolare all'altezza delle spalle e la "giogaia" che porta sotto la gola che arriva fino all'altezza delle zampe anteriori, ricorda quella di un altro bovide asiatico, il kouprey; le femmine hanno uno sviluppo muscolare meno marcato e appaiono meno massicce. Nonostante le dimensioni, si muove con una certa agilità.

## Biologia

### Comportamento
I gaur si spostano in cerca di cibo in piccole mandrie generalmente da 8-11 individui, ma possono raggiungere anche 40 capi, sono formate da femmine con i vitelli, sub-adulti e da un maschio dominante, che si svolge anche un ruolo difensivo mentre è la femmina più anziana a guidare il gruppo alla ricerca del cibo. I maschi adulti privi di harem conducono una vita solitaria o in piccoli gruppi. Vivono nei boschi ombrosi con sottobosco rado sino a 2000 metri di quota e nelle foreste di bambù. I gaur si nutrono di erba e frutti durante il giorno, mentre di notte ritornano ai loro giacigli per dormire; sono animali diurni, tuttavia nelle zone dove maggiore è la presenza dell'uomo, essendo disturbati tendono ad assumere abitudini notturne.
Non esitano ad attaccare la tigre, il leopardo o clan di cuon, se manifestano ostili intenzioni nei confronti di questi bovini selvatici e della loro prole. Il gaur riesce sovente a tener testa alla tigre anche perché è l'unico bovino in grado di colpire lateralmente con la testa quando attacca. È difficile prendere di sorpresa un gruppo di gaur: le loro sentinelle, infatti, danno l'allarme sbuffando ed emettendo sonori muggiti. Talvolta si crea una simbiosi tra questi bovidi e i galli bankiva, che razzolano fra i gaur cibandosi dei loro parassiti e collaborando nell'individuare i pericoli.

### Riproduzione
Nella stagione degli amori, per delimitare il territorio ed attirare le femmine, i maschi di gaur emettono lunghi, rumorosi muggiti, udibili a oltre 1500 metri di distanza, solitamente i maschi non giungono a scontri violenti per contendersi le femmine, in quanto il principale fattore che determina la posizione dominante di un maschio sono le sue dimensioni. La maturità sessuale viene raggiunta al 2º o 3º anno di vita. La gestazione dura 275 giorni, nasce un piccolo per volta, i parti gemellari sono rari, i piccoli nascono tra agosto e settembre e vengono allevati per 7-9 mesi, le femmine dopo il parto tornano fertili nel giro di 3-6 mesi. I vitelli nascono durante tutto l'anno, tuttavia la maggior parte delle nascite avviene tra dicembre e giugno. Per proteggerli meglio, i gaur si dispongono intorno ad essi isolandoli all'interno. Tale formazione difensiva viene attuata anche durante il pascolo e gli spostamenti. In cattività il gaur ha una longevità massima di 24 anni.

## La forma domestica: il gayal
La versione domestica del gaur è il gayal (Bos frontalis). Oltre ad essere leggermente più piccolo, il gayal presenta zampe più corte (anch'esse bianche) e corna tozze di forma conica a base larga rivolte verso l'esterno. È di indole docile e si adatta bene alla cattività. Anche gli esemplari rinselvatichiti dimostrano un carattere tranquillo e mansueto.

### Conservazione
La popolazione mondiale di gaur è stimata tra i 13.000 e i 30.000 capi, con un drastico declino nel corso degli ultimi decenni dovuto al notevole incremento demografico della popolazione umana nel sud-est asiatico. I fattori determinanti includono il bracconaggio, la distruzione dell'habitat, la competizione per le risorse di cibo e di trasmissione delle malattie da bovini domestici. La peste bovina per esempio ha colpito pesantemente la popolazione indiana di gaur nel 1968. Piani di conservazione e di gestione per il gaur vengono promossi in Malesia e Vietnam, dove la popolazione già frammentata è quasi all'estinzione. C'è stata una riduzione di almeno il 60% nella popolazione di gaur in Thailandia in soli 20 anni. Il bracconaggio, fatto allo scopo di vendere le corna come trofei, costituisce la principale causa dell'eccessiva diminuzione delle popolazioni di residue. Programmi di conservazione vengono messi in atto anche negli Stati Uniti e in Europa, tuttavia, queste popolazioni in cattività sono troppo piccole e pericolosamente consanguinee. Nel 2001, un gaur fu clonato negli Stati Uniti, ma morì dopo pochi giorni.